# Ježov
Ježov är en ort i Tjeckien.   Den ligger i regionen Södra Mähren, i den sydöstra delen av landet, 230 km sydost om huvudstaden Prag. Ježov ligger 225 meter över havet och antalet invånare är 694.
Terrängen runt Ježov är platt åt sydväst, men åt nordost är den kuperad. Runt Ježov är det ganska tätbefolkat, med 111 invånare per kvadratkilometer. Närmaste större samhälle är Uherské Hradiště, 18,8 km öster om Ježov. Trakten runt Ježov består till största delen av jordbruksmark.